# Пауль Вальтер
Пауль Вальтер (нім. Paul Walter; 21 червня 1889, Грайфенберг — 23 грудня 1957) — німецький військовий медик, генерал-лейтенант вермахту. Кавалер Лицарського хреста Хреста Воєнних заслуг з мечами.

## Біографія
16 серпня 1914 року поступив військовим медиком в Імперську армію. Учасник Першої світової війни. Після демобілізації армії залишений у рейхсвері. З 1 квітня 1938 року — дивізійний лікар 6-ї дивізії. 5 лютого 1940 року переведений в резерв ОКГ. З 20 червня 1940 року — корпусний лікар 17-го армійського корпусу. 28 травня 1942 року знову переведений в резерв ОКГ. З 21 вересня 1942 року працював у медичних частинах Мюнстера. З 21 січня 1943 року — корпусний і окружний лікар 8-го військового округу. З 1 вересня 1944 року — інспектор санітарних частин сухопутних військ.

## Звання
- Унтерофіцер медичної служби резерву (8 вересня 1914)
- Лейтенант медичної служби резерву (4 серпня 1915)
- Лейтенант медичної служби (19 липня 1916) — патент від 27 січня 1915 року.
- Оберлейтенант медичної служби (27 січня 1917)
- Гауптман медичної служби (1 жовтня 1921)
- Майор медичної служби (1 березня 1933)
- Оберстлейтенант медичної служби (1 листопада 1935)
- Оберст медичної служби (1 квітня 1938)
- Генерал-майор медичної служби (1 квітня 1942)
- Генерал-лейтенант (9 листопада 1944)

## Нагороди
- Залізний хрест 2-го і 1-го класу
- Почесний хрест ветерана війни з мечами
- Медаль «За вислугу років у Вермахті» 4-го, 3-го, 2-го і 1-го класу (25 років)
- Медаль «За Атлантичний вал» (10 січня 1940)
- Застібка до Залізного хреста 2-го класу (18 червня 1940)
- Медаль «За зимову кампанію на Сході 194/42»
- Хрест Воєнних заслуг
  - 2-го класу з мечами (25 жовтня 1942)
  - 1-го класу з мечами (9 червня 1943)
- Лицарський хрест Хреста Воєнних заслуг з мечами (21 вересня 1944) — нагороджений Генріхом Гіммлером.